# Adam Ries

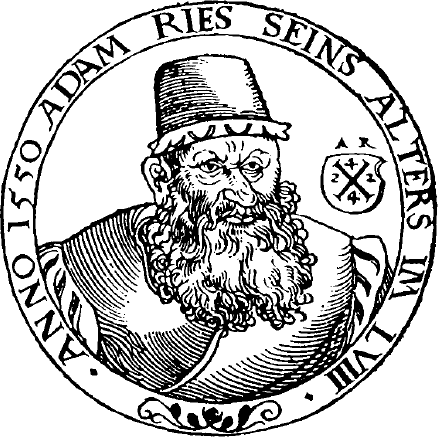
Adam Ries.

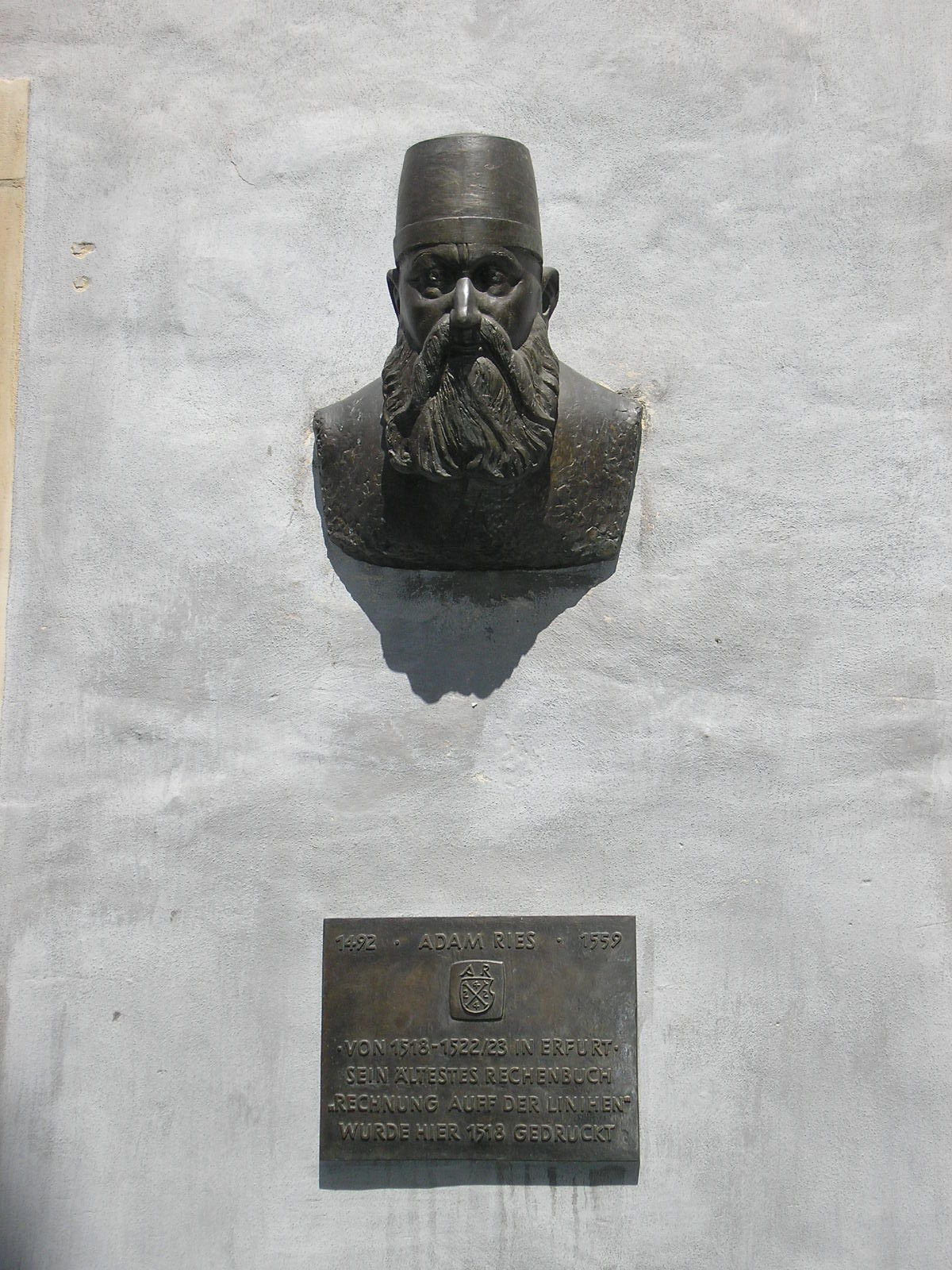
Busto homenaje a Adam Ries en Erfurt.

Adam Ries (Staffelstein, 27 de marzo de 1492 - Annaberg, 30 de marzo de 1559) fue un matemático alemán. Se le conoce más como Adam Riese, sin embargo, científicos e historiadores afirman que la ortografía correcta es Ries.
Fue uno de los primeros autores de libros didácticos de enseñanza de las matemáticas.
Adam Riese trabajó, entre otros lugares, en Erfurt y Annaberg, en donde fue director de las escuelas de matemáticas. Publicó tres libros de cálculo:
- "Rechnung auff der linihen" (1518)
- "Rechnung auff der linihen und federn" (1522) (libro con más de 108 ediciones)
- "Rechnung nach der lenge auff den Linihen und Feder" (1550) (conocido como el "Practica")

Un cuarto libro, "Coss" (1524) de álgebra nunca se publicó. El manuscrito fue editado por primera vez en 1992 por B.G. Teubner.
Hay que señalar que Adam Ries no publicó sus libros en latín (como era costumbre en su época), sino en alemán. Así consiguió una mayor audiencia, y al igual que lo hizo Martín Lutero, fue uno de los que contribuyó a la estandarización de la lengua alemana.
Incluso hoy, en alemán, se utiliza la expresión "nach Adam Riese" ("según Adam Riese"), para designar un cálculo correcto, bien realizado. Por ejemplo 3 por 3 es "nach Adam Riese" igual a nueve.